# Eurimedonte (general)
Eurimedonte (f. 413 a. C.), hijo de Tucles, fue un estratego ateniense durante la  guerra del Peloponeso. 
En 428 a. C. fue enviado a interceptar la flota peloponesia que iba a atacar Corcira. A su llegada, se encontró que Nicóstrato, con un pequeño escuadrón de Naupacto, ya había asegurado la isla; tomó el mando de la flota combinada.
En el siguiente verano, con el mando conjunto de las fuerzas de tierra, devastó la región de Tanagra; y en 425 fue nombrado, con Sófocles, el hijo de Sostrátides, para comandar una expedición con destino a Sicilia. Habiendo tocado Corcira en el camino, para ayudar al partido democrático contra los oligarcas exiliados, pero sin haber tomado ninguna medida para prevenir la masacre de éstos, Eurimedonte prosiguió hasta Sicilia.
Inmediatamente después de su llegada, Hermócrates concluyó una pacificación, a la cual Eurimedonte y Sófocles fueron inducidos a reconocer. Los términos de dicha pacificación no satisficieron, sin embargo, a los atenienses, que atribuyeron su conclusión a un soborno; dos de los principales agentes de las negociaciones fueron desterrados, mientras que Eurimedonte fue condenado a pagar una fuerte multa.
En el solsticio de invierno de 414 a. C., Atenas envió a Demóstenes, bajo el mando de Eurimedonte, con 10 trirremes y 73 barcos de transporte, para reforzar a los atenienses en el asedio de Siracusa. 
En septiembre de 413 a. C. se libró una batalla naval en el puerto de Siracusa en la que se enfrentaron siracusanos y atenienses. Eurimedonte, que ocupaba el ala derecha, fue aislado del resto de la flota, encerrado en la parte más profunda y curva del puerto, y aniquilado junto con sus naves.